# Daniel Tietze

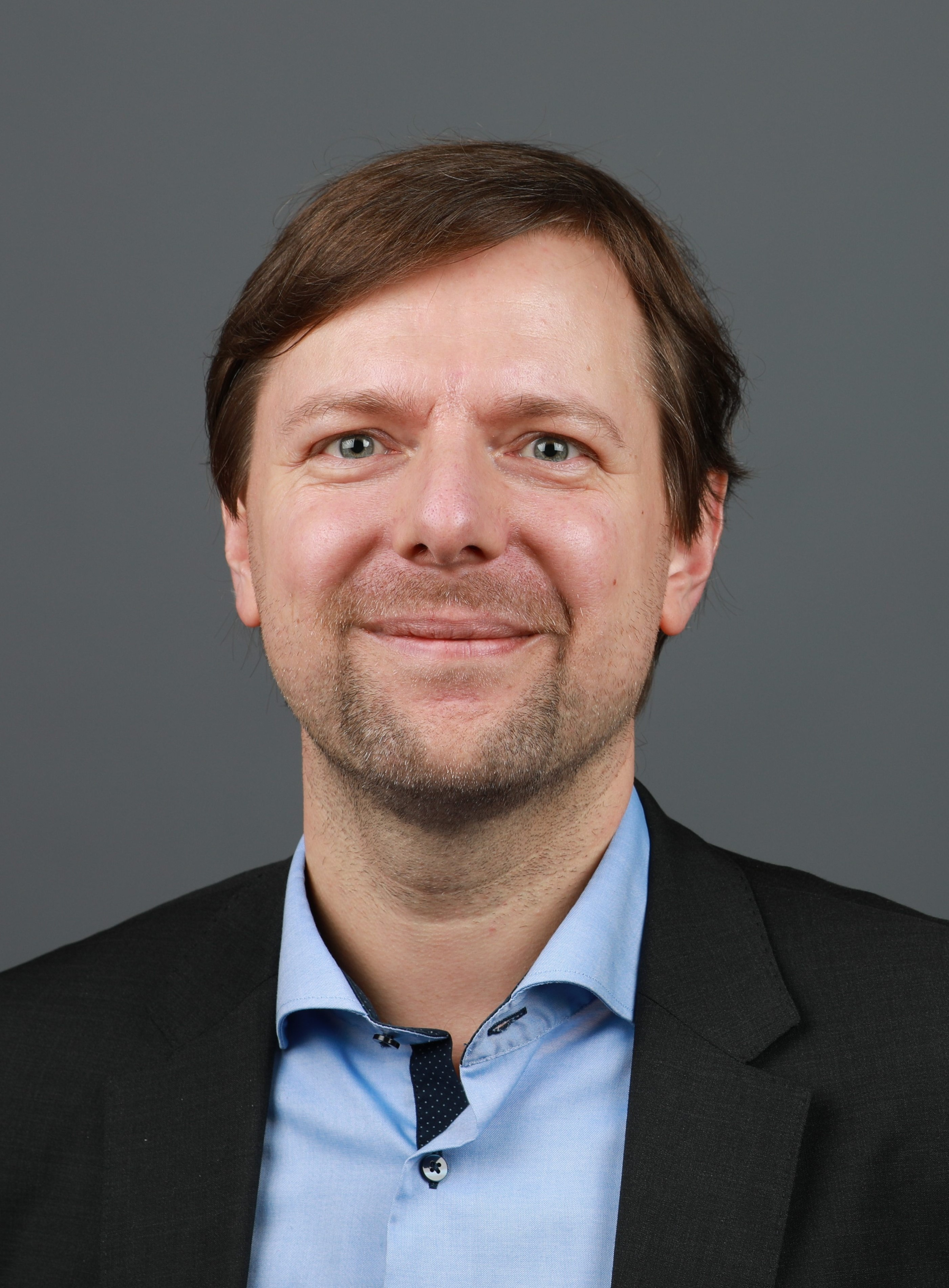
Daniel Tietze (2017)

Daniel Tietze (* 7. November 1977 in Erfurt) ist ein deutscher Politiker (Die Linke). Er war von 2016 bis 2021 Staatssekretär für Integration in der Senatsverwaltung für Integration, Arbeit und Soziales.

## Biografie
Daniel Tietze studierte nach dem Abitur 1998 an der Universität Potsdam Politik- und Verwaltungswissenschaften mit Abschluss als Diplom-Verwaltungswissenschaftler 2007. Von 2008 bis 2010 war Tietze Referent in der hessischen Landtagsfraktion seiner Partei. Er trat 2010 in den Dienst der Berliner Senatsverwaltung und war dort zuletzt Gruppenleiter im Bereich Controlling und Informationstechnologie.

## Partei und Politik
Von 1999 bis 2016 gehörte Tietze der Bezirksverordnetenversammlung im Berliner Bezirk Lichtenberg an, ab 2015 als Fraktionsvorsitzender. Von 2012 bis 2016 war er stellvertretender Berliner Landesvorsitzender seiner Partei. Am 9. Dezember 2016 wurde er zum Staatssekretär für Integration in der Berliner Senatsverwaltung für Integration, Arbeit und Soziales ernannt. Im Zuge der Bildung des Senats Giffey schied er im Dezember 2021 aus dem Amt aus.
Die Staatsanwaltschaft Berlin hat am 29. Januar 2024 gegen den ehemaligen Staatssekretär für Integration in der Senatsverwaltung für Integration, Arbeit und Soziales in Berlin, Daniel Tietze (Die Linke), Anklage am Landgericht Berlin wegen des Verdachts der Untreue erhoben.